# Frattamaggiore
Frattamaggiore är en ort och kommun i storstadsregionen Neapel, innan 2015 provinsen Neapel, i regionen Kampanien i Italien. Kommunen hade 29 934 invånare (2017).